# NGC 5305
NGC 5305 ist eine 13,6 mag helle Balkenspiralgalaxie vom Hubble-Typ SBb im Sternbild Jagdhunde. Sie ist schätzungsweise 256 Millionen Lichtjahre von der Milchstraße entfernt.
Das Objekt wurde am 17. März 1787 von Wilhelm Herschel mit einem 18,7-Zoll-Spiegelteleskop entdeckt, der sie dabei mit „vF, S, iR, confirmed with 300 power“ beschrieb.